# Max Henze (Politiker)

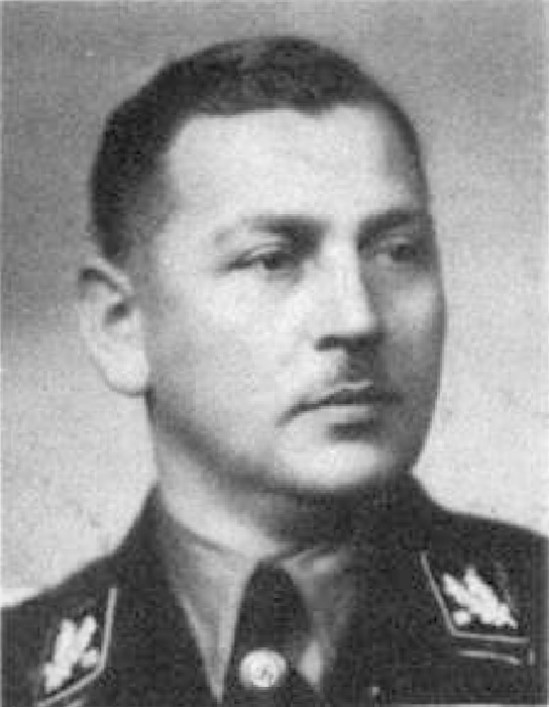
Max Henze

Richard Max Paul Henze (* 23. September 1899 in Köthen; † 10. März 1951 in Bydgoszcz) war ein deutscher Politiker (NSDAP) und SS-Brigadeführer, der zur Zeit des Nationalsozialismus Polizeipräsident in Kassel, Danzig und Essen war.

## Leben
Henze besuchte die Volksschule in Köthen und später in Dresden. Er absolvierte eine Ausbildung zum Kaufmann. Am Ersten Weltkrieg nahm Henze ab 1917 als Freiwilliger teil. Nach Kriegsende war er von 1919 bis 1932 als kaufmännischer Angestellter tätig und gehörte von 1923 bis 1926 dem Freikorps Roßbach an.
Henze trat zum 1. April 1928 der NSDAP (Mitgliedsnummer 80.481) und zu dieser Zeit auch der SS bei (SS-Nummer 1.167). 1931 wurde er SS-Sturmbannführer und bald danach SS-Standartenführer. Anfang der 1930er Jahre wurde er hauptamtlicher SS-Führer in Berlin-Brandenburg und im Juli 1932 zum SS-Oberführer befördert. 1933 hatte er die Oberaufsicht im KZ Columbia-Haus. Am 15. Dezember 1933 wurde er zum SS-Brigadeführer ernannt, seinem höchsten Rang in dieser NS-Organisation.
Von 1932 bis 1933 gehörte Henze dem Preußischen Landtag und von November 1933 bis 1945 dem Reichstag an. Am 17. Mai 1935 wurde er Bezirksbeigeordneter des Verwaltungsbezirks von Berlin-Weißensee. Am 8. Januar 1937 folgte seine Ernennung zum Polizeipräsidenten von Kassel. Nach dem deutschen Überfall auf Polen zu Beginn des Zweiten Weltkrieges war er im September 1939 übergangsweise Polizeipräsident von Bromberg, danach kommissarisch und ab 1. April 1940 definitiv von Danzig sowie schließlich ab November 1941 in Essen. Dort übernahm er den Posten von Karl Michael Gutenberger, welcher zum Höheren SS- und Polizeiführer ernannt wurde.
Nach seiner Gefangennahme 1945 wurde er durch die Briten in Recklinghausen und Hamburg interniert. Aufgrund seiner Tätigkeiten in Danzig wurde er 1947 nach Polen ausgeliefert. Am 4. November 1949 wurde er in Bromberg zusammen mit Richard Hildebrandt zum Tode verurteilt und im Frühjahr 1951 hingerichtet.